# Den russiske provisoriske regering
 Ikke at forveksle med Provisoriske helrussiske regering.
Den russiske provisoriske regering var den regering, som styrede Rusland efter, at zar Nikolaj IIs fald som følge af februarrevolutionen og frem til oktoberrevolutionen.
Efter, at Nikolaj II abdicerede i marts 1917, blev der dannet en midlertidig regering i Petrograd med Georgij Lvov fra Kadetpartiet som leder. Lvov havde også posten som indenrigsminister. I juli valgte Lvov at gå af til fordel for justitsminister Aleksandr Kerenskij.
I stedet for at afslutte den russiske deltagelse i 1. verdenskrig, forsøgte de nye myndigheder at komme i offensiven, og iværksatte 1. juli en offensiv mod Tyskland og Østrig-Ungarn, som senere er blevet kaldt for Kerenskijoffensiven. Dette svækkede de nye myndigheders tilslutning i den krigstrætte befolkning, hvilket blev yderligere markant, da offensiven var mislykket.
Den provisoriske regering var endvidere svækket af indre politisk uenighed og statsapparatets sammenbrud og blev udfordret fra både det politiske højre og venstre.
Den 14. september blev Statsdumaen officielt opløst af det nydannede direktorat, en kortlivet regering med blot fem medlemmer og ledet af Kerenskij. Landet blev erklæret republik, under navnet Den russiske republik (russisk: Российская республика, Rossiyskaya respublika). Denne bliver også kaldt Kerenskijregeringen efter lederen. Den russiske republik eksisterede i 8 måneder, frem til bolsjevikkenes magtovertagelse under Oktober-revolutionen den 7. november.
Efter Oktoberrevolutionen flygtede flere af den provisoriske regerings medlemmer til Frankrig og støttede derfra de hvide under den russiske borgerkrig, som brød ud året efter.